# دیپا مهتا
دیپا مهتا (انگلیسی: Deepa Mehta؛ زادهٔ ۱ ژانویهٔ ۱۹۵۰) یک کارگردان هندی-کانادایی است که با فیلم‌های عناصر سه‌گانه، آتش (۱۹۹۶)، زمین (۱۹۹۸)، و آب (۲۰۰۵) مطرح شد.
در سال ۲۰۰۳ جایزه جنی (Genie Award) برای بهترین کارگردان و نویسنده زن به وی اعطا شد.